# Cronulla-Sutherland Sharks
Cronulla-Sutherland Sharks es un equipo profesional de rugby league de Australia con sede en la ciudad de Cronulla.
Participa anualmente en la National Rugby League, la principal competición de la disciplina en el país.
El equipo hace como local en el Jubilee Oval, con una capacidad de 22.500 espectadores.

## Historia
El club fue fundado en 1963, siendo aceptado como en enero de 1967 en la New South Wales Rugby League premiership.
El equipo participó por primera vez en la liga en la temporada 1967 finalizando en la última posición.
Durante su historia, el club ha logrado 1 campeonato nacional.
En 2017 participó en el World Club Challenge perdiendo 22 a 6 frente a los Wigan Warriors.

## Palmarés

### Torneos mundiales
- Subcampeón World Club Challenge (1): 2017

### Torneos nacionales
- National Rugby League[2] (1): 2016
- Minor Premiership (2): 1988, 1997